# Feldstraße (metropolitana di Amburgo)
Feldstraße è una stazione della metropolitana di Amburgo, sulla U3.